# Ermengarde de Limbourg
Pour les articles homonymes, voir Ermengarde.
Ermengarde de Limbourg, morte en 1283, fut duchesse de Limbourg de 1279 à 1283. Elle était fille de Waléran IV, duc de Limbourg, et Judith de Clèves.
Elle épousa en 1276 Renaud Ier († 1326), duc de Gueldre, mais n'eut pas d'enfants. Sa mort amorça la guerre de Succession du Limbourg, qui se termina par la bataille de Worringen.

## Sources
- Généalogie de la maison de Limbourg